# Jan Jansz. Slob
Jan Jansz. Slob (Edam, 1643 - aldaar, 1718) was een Noord-Nederlandse glasschilder. 
Slob was een leerling van de glasschilder Jozef Oostfries. Op 15 januari 1662 trouwde hij in Hoorn met Heiltje Siewerts Oostfries, een zus van zijn leraar. Na haar overlijden hertrouwde hij op 17 november 1669, wederom in Hoorn, met Vroutje Jans. 
Hij bracht het grootste deel van zijn werkzame leven door in Hoorn, waar hij van 1661 tot 1718 actief was.
- Biografisch Portaal: 34355002
- Digitale Bibliotheek voor de Nederlandse Letteren: slop001
- RKD-Nederlands Instituut voor Kunstgeschiedenis: 498279
- Union List of Artist Names: 500406881
- Virtual International Authority File: 31153593833451672481